# Takahashi Korekiyo
Takahashi Korekiyo  (Tóquio; 27 de Julho de 1854 — 26 de Fevereiro de 1936) foi um político do Japão. Ocupou o lugar de primeiro-ministro do Japão de 13 de novembro de 1921 a 12 de junho de 1922.

## Vida
Foi um político japonês que serviu como membro da Câmara dos Pares, como primeiro-ministro do Japão de 1921 a 1922 e como chefe do Banco do Japão e Ministério das Finanças.
Takahashi fez muitas contribuições para o desenvolvimento do Japão durante o início do século XX, incluindo a introdução de seu primeiro sistema de patentes e garantia de financiamento estrangeiro para a Guerra Russo-Japonesa. Após o início da Grande Depressão, ele introduziu políticas financeiras polêmicas que incluíam o abandono do padrão ouro, a redução das taxas de juros e o uso do Banco do Japão para financiar gastos deficitários pelo governo central. Sua decisão de cortar gastos do governo em 1935 gerou inquietação entre os militares japoneses, que o assassinaram em fevereiro de 1936. As políticas de Takahashi são creditadas por tirar o Japão da depressão, mas levaram a um aumento da inflação após seu assassinato, pois os sucessores de Takahashi tornaram-se altamente relutantes cortar o financiamento ao governo.